# Francisco Uría
Francisco Javier Álvarez Uría (Gijón, Asturias, España, 1 de febrero de 1950), conocido como Uría, es un exfutbolista español que jugaba como defensa. Militó en el Real Oviedo, el Real Madrid C. F. y el Real Sporting de Gijón. Además, fue internacional con la selección española y disputó el Mundial de 1978 celebrado en Argentina.

## Trayectoria
Comenzó a jugar al fútbol en el Veriña Club de Fútbol y el Portuarios hasta que en su etapa como juvenil fichó por el Real Oviedo y debutó con el primer equipo en la temporada 1967-68. En la campaña 1971-72 consiguió el ascenso a Primera División con el conjunto ovetense, con quien disputó otras dos temporadas en la máxima categoría. En 1974 fichó por el Real Madrid C. F., club en el que militó hasta 1977 y donde conquistó dos Ligas y una Copa del Rey. A continuación, regresó a Asturias para fichar por el Sporting de Gijón. Disputó su última campaña como profesional, la 1983-84, de nuevo en la Segunda División con el Real Oviedo.

## Selección nacional
Fue internacional con España en catorce ocasiones.

## Clubes
| Club                   | País   | Año       |
| ---------------------- | ------ | --------- |
| Real Oviedo            | España | 1968-1974 |
| Real Madrid C. F.      | España | 1974-1977 |
| Real Sporting de Gijón | España | 1977-1983 |
| Real Oviedo            | España | 1983-1984 |